# Square d'Orléans
Le square d'Orléans, ou cité des Trois-Frères, est une cité privée du 9e arrondissement de Paris, en France.

## Situation et accès
Cette cité privée est située au 80, rue Taitbout.
Le quartier est desservi par la ligne 12 à la station Saint-Georges

## Historique
Originellement cet emplacement un vaste domaine ayant appartenu, sous le premier Empire, à la famille du musicien Daniel-François-Esprit Auber avant d'être acheté en 1822 par Mademoiselle Mars.
En 1829, l'architecte anglais Edward Cresy en fait l’acquisition, et y construit un ensemble architectural de style néo-classique de six immeubles bas, sur le modèle des squares londoniens. L'ensemble qui sera terminé en 1841 est initialement appelé « Cité des Trois-Frères », et avait jusqu'en 1854 son entrée au no 36 rue Saint-Lazare. Cresy le vendit en 1857.
Rebaptisé « cité d'Orléans » sous la monarchie de Juillet il devient la propriété de Jean-Pierre Normand en 1863, qui avait fait fortune dans le commerce du cachemire.

## Bâtiments remarquables et lieux de mémoire
Les appartements du square d'Orléans ont été une sorte de Phalanstère d'artistes : 
- Pavillon no 2, la danseuse Marie-Sophie Taglioni y demeura
- Pavillon no 3, Alexandre Dumas s'y installe  en 1831 et organise le 30 mars 1833, chez lui et dans les appartements encore vacants, un bal costumé mémorable qui accueillit le Tout-Paris[5].
- Pavillon no 5, George Sand y habita, au 1er étage, de 1842 à 1847[1],
- Pavillon no 7 : 
  - le pianiste Pierre Joseph Guillaume Zimmerman s’y installe en 1832 et en occupera les deux premiers étages jusqu’à sa mort[6].
  - le peintre Édouard Dubufe et son épouse la sculptrice Juliette Zimmermann fille de Pierre Joseph Guillaume Zimmerman
  - le peintre Claude Marie Dubufe
- Pavillon no 9 :
  - Frédéric Chopin[2],
  - le sculpteur Jean-Pierre Dantan
- Pavillon no 10 : 
  - le pianiste et compositeur Charles-Valentin Alkan
- Antoine Marmontel
- la comédienne Mademoiselle Mars y vécut de 1822 à 1829[1],
- le scientifique Étienne Arago,
- Maxime du Camp qui hébergea quelque temps Gustave Flaubert
- Serge Ivanoff y habita de 1943 à 1983.
- Pauline Viardot

Le square fait l’objet d’une inscription au titre des monuments historiques depuis le 30 décembre 1977.

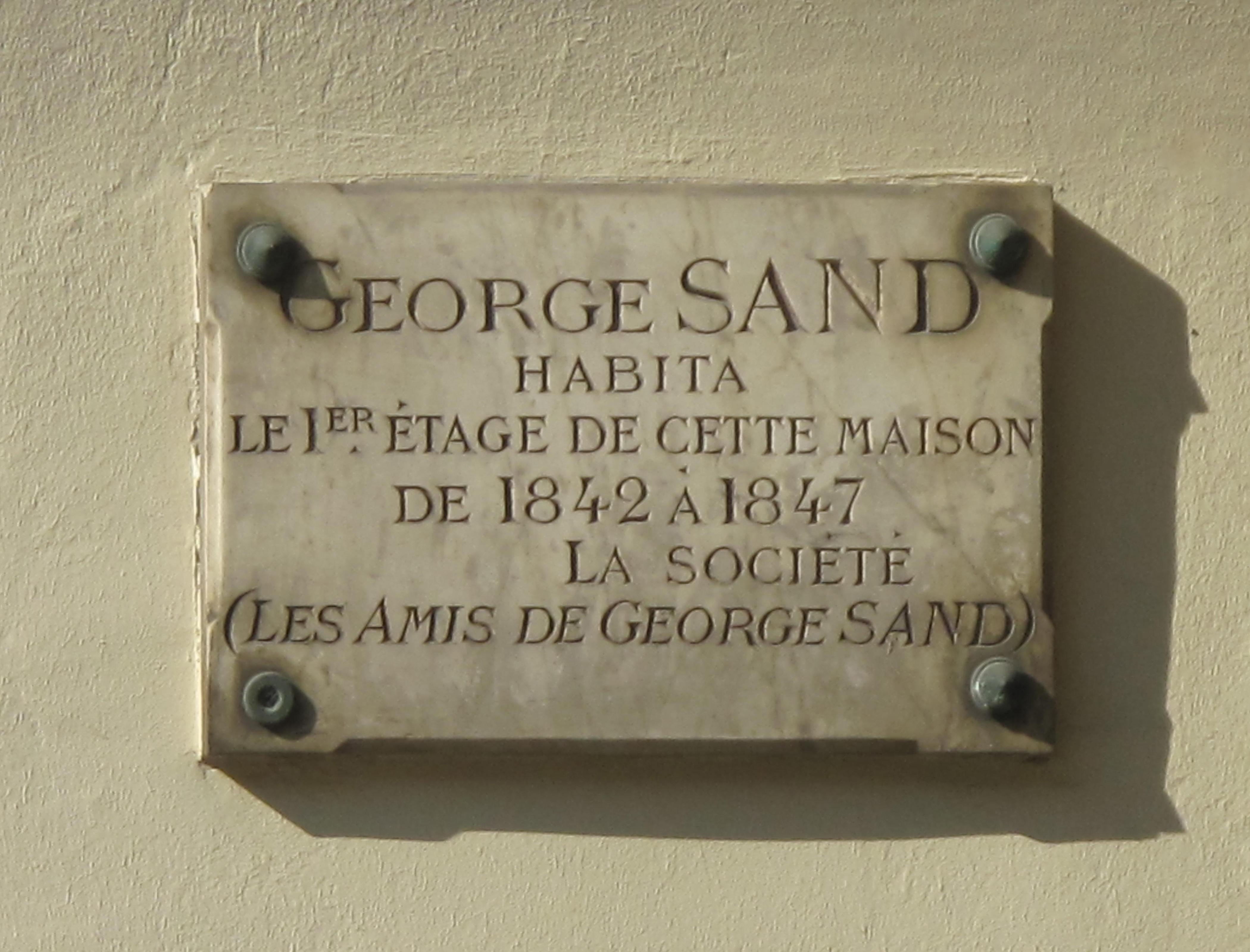
Plaque commémorative George Sand, au no 5.
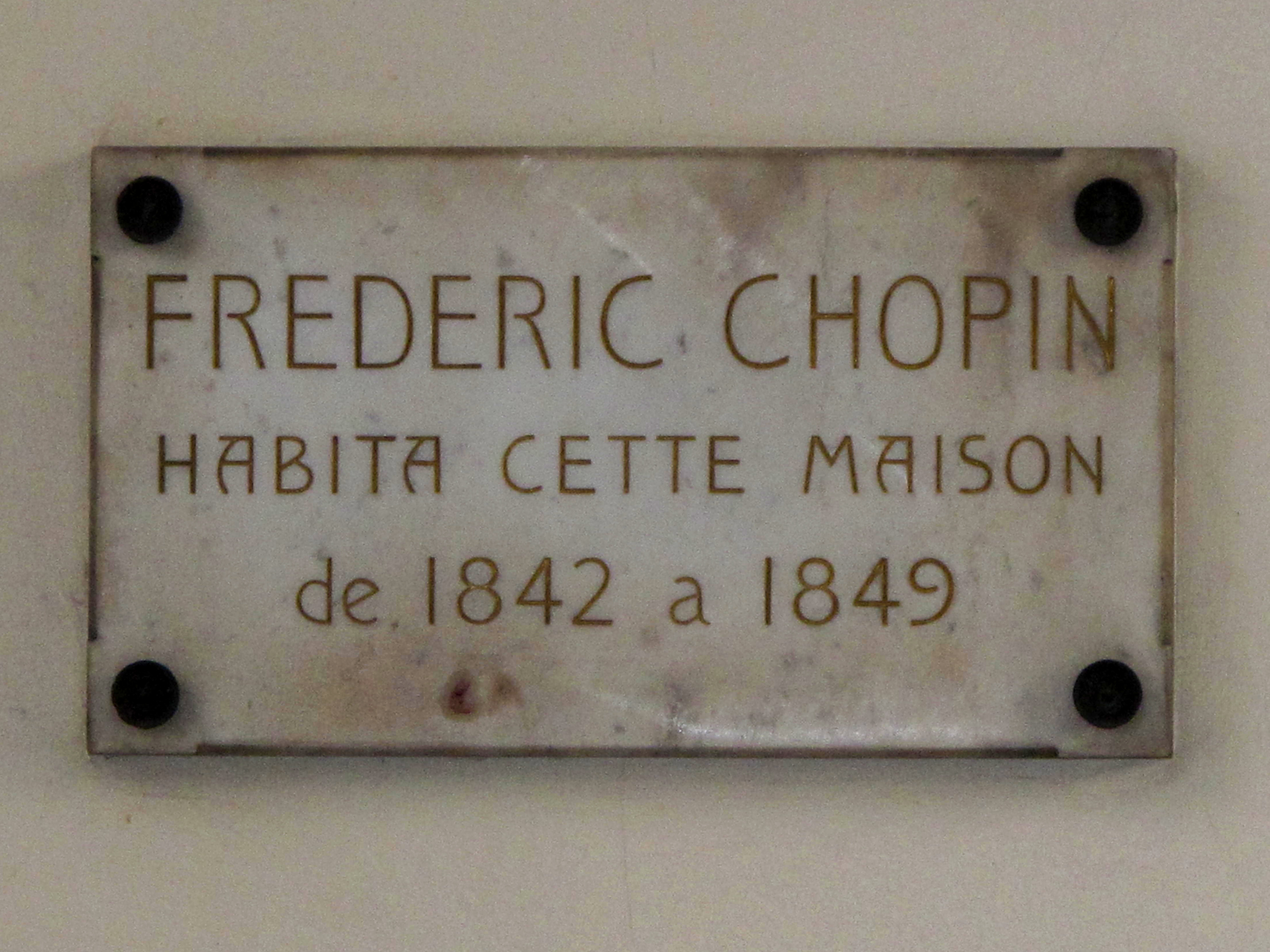
Plaque commémorative Frédéric Chopin, au no 9.
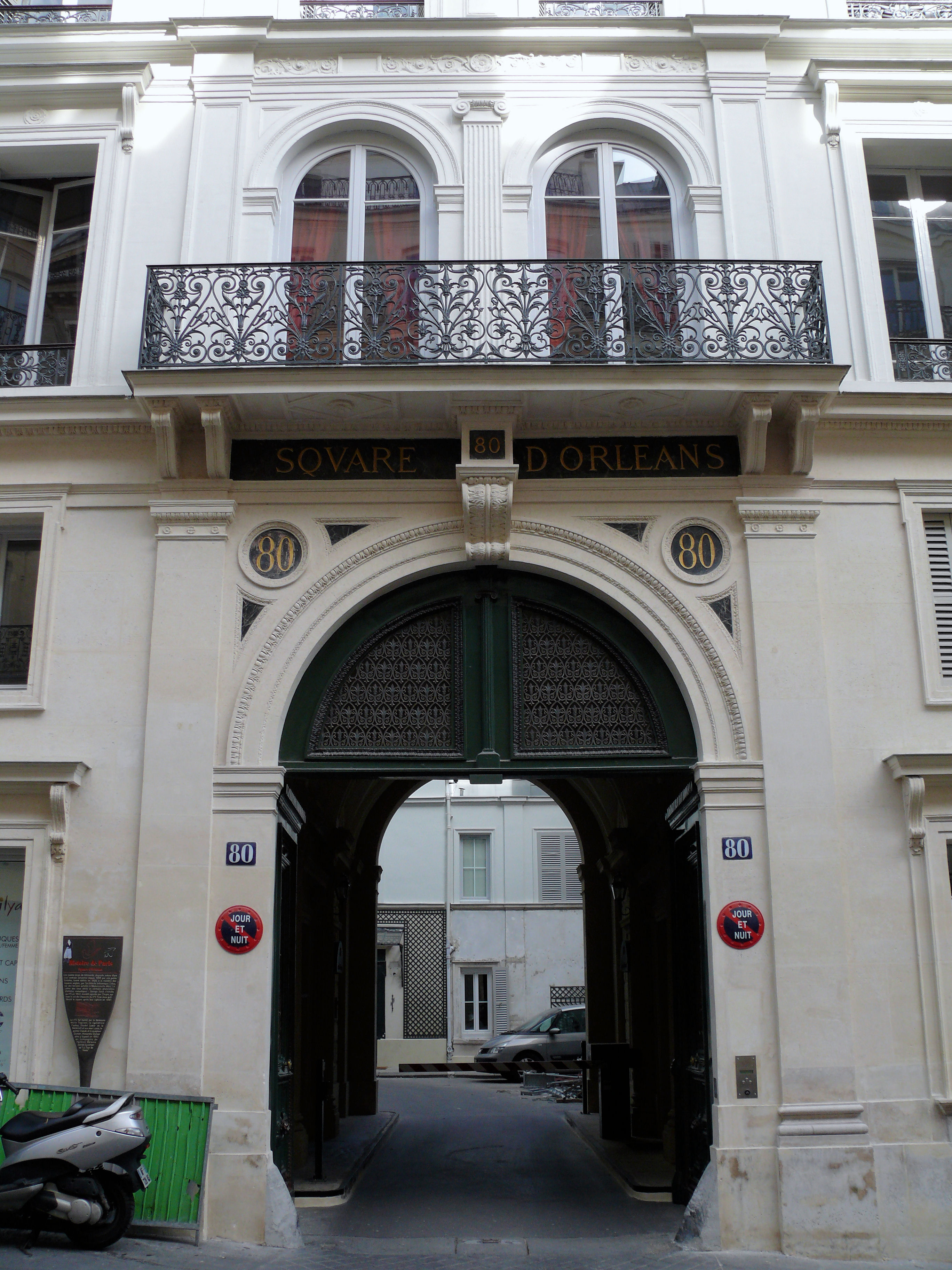
Porche d'entrée.
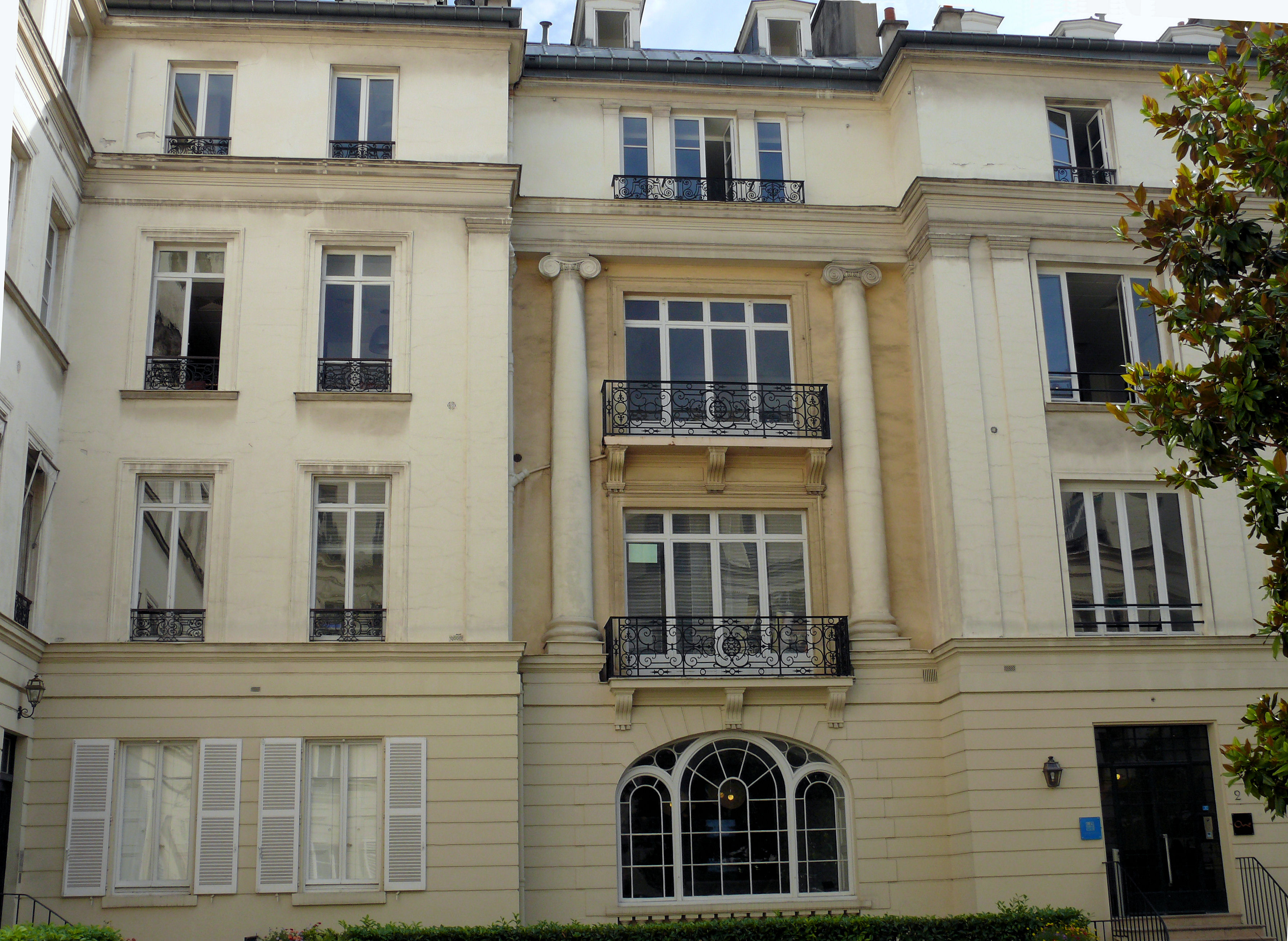
Façade néo-classique.
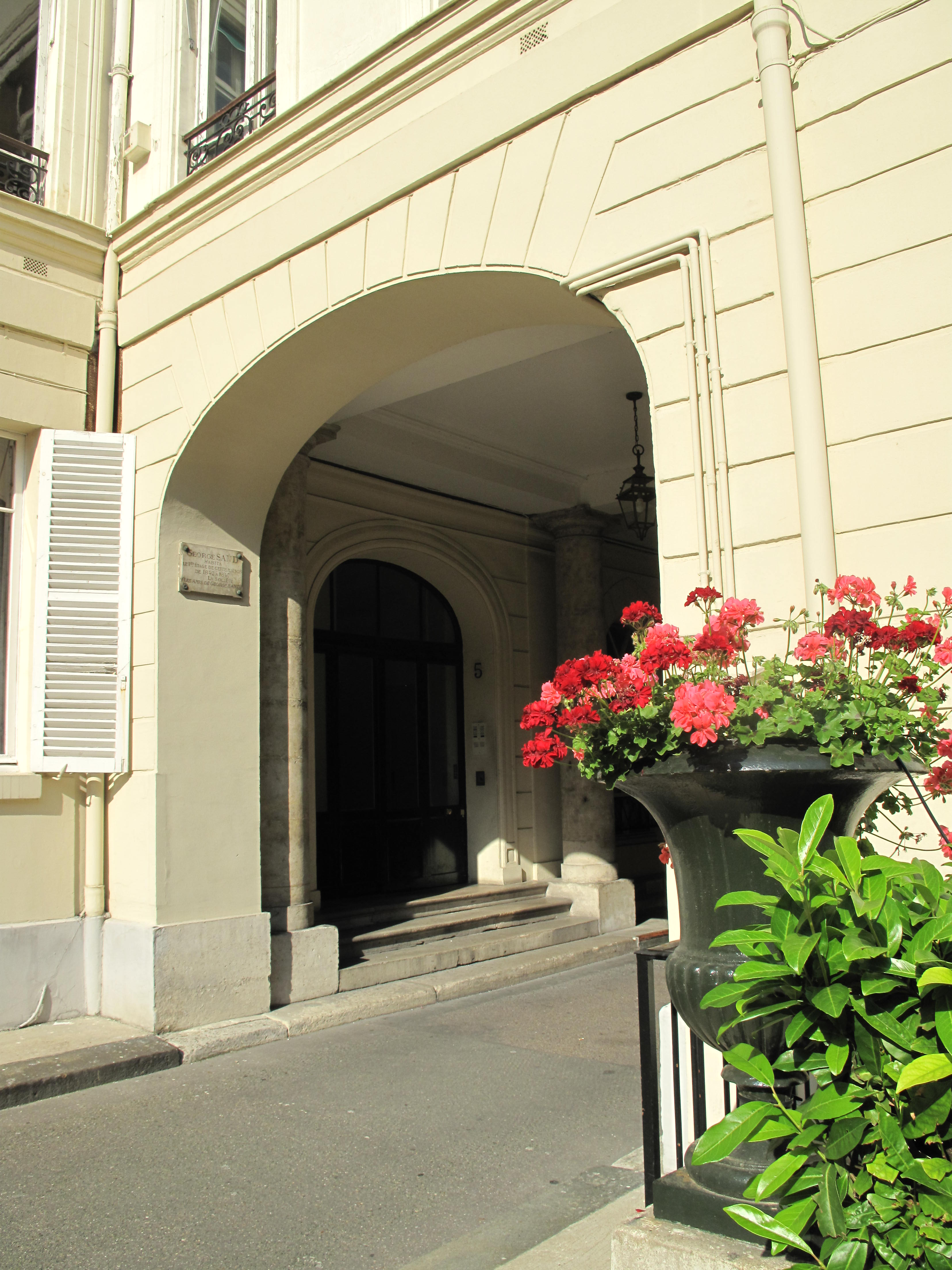
Porche fleuri.
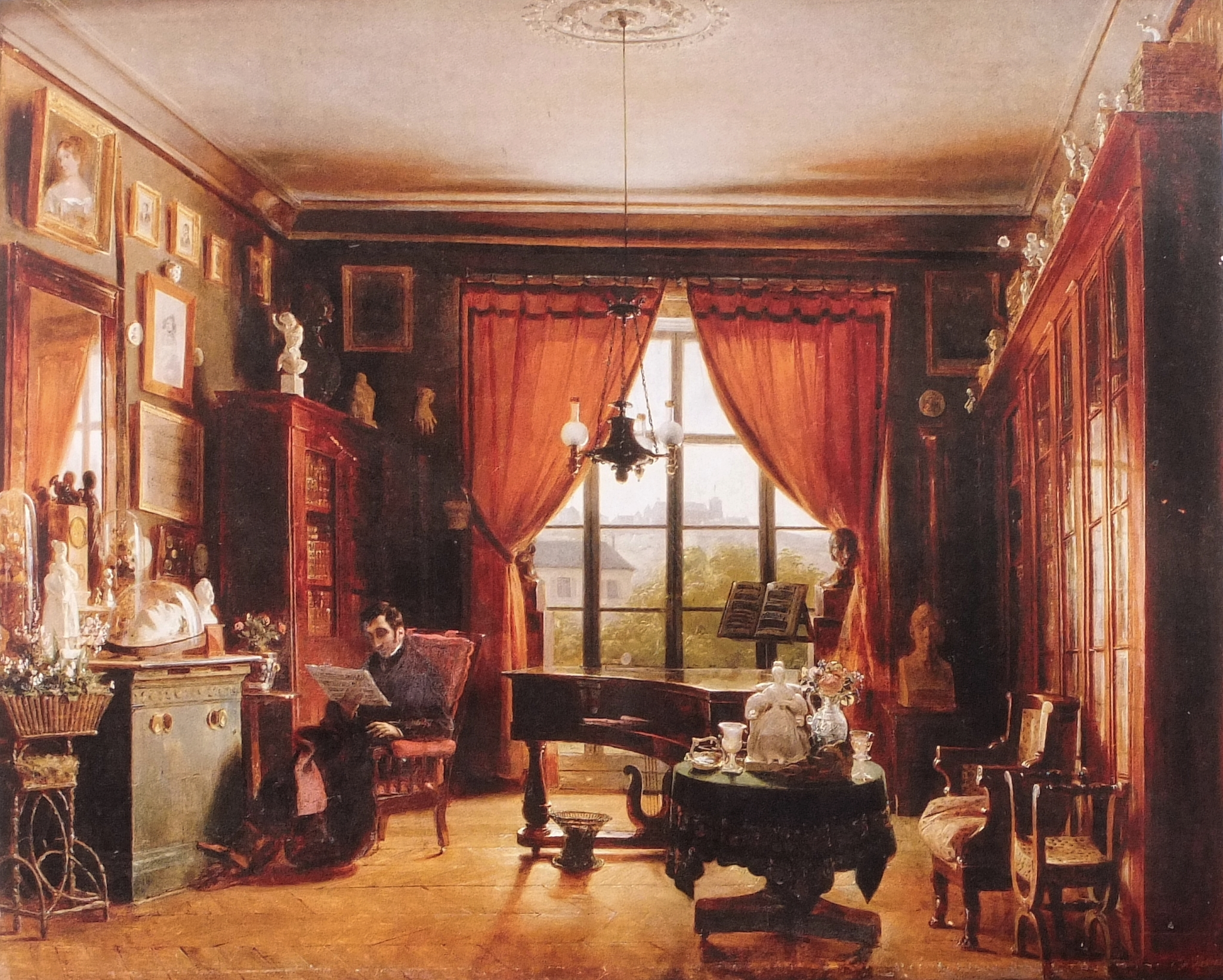
Le pianiste Guillaume Zimmerman dans son appartement, tableau de Prosper Lafaye.